# 1201
Cette page concerne l'année 1201  du calendrier julien.
L'année 1201 est une année commune qui commence un lundi.

## Événements
- En Mongolie, Temüjin mène une campagne contre les Tatars et leur allié Djamuka. Tous les clans qui voient en Temüjin une menace pour leur autonomie se rallient à Djamuka et l’élisent khan : Tatars, Tayitchiout, Merkit, Oïrat et certains Kereit hostiles à l’Ong-khan. Temüjin les bat sur le Kerulen inférieur à la bataille de Koyitan[1].

### Europe
- 23 mars : le tsar de Bulgarie Jean Kalojan s'empare de Varna[2].
- 30 mai : naissance de Thibaud IV, dit le Posthume, qui devient comte de Champagne (fin en 1253)[3]. Régence de sa mère Blanche de Navarre (fin le 30 mai 1222)[4]. La Champagne est mise sous la tutelle du roi de France.
- 8 juin : la Romagne passe aux États pontificaux[5].
- 10 juin : Gautier III de Brienne, qui revendique le royaume de Sicile après son mariage avec Elvire, fille de Tancrède de Lecce, est victorieux des partisans de Frédéric II à Capoue[6] puis à Cannes le 1er octobre.
- 2 novembre : le pape Innocent III légitime Philippe Hurepel de Clermont, fils de Philippe Auguste, roi de France, et d'Agnès de Méranie[7].
- 7 novembre : Guillaume III de Ponthieu, neuvième comte de Ponthieu, marié à la sœur du roi de France Philippe II Auguste, Alix, accorde à Ponthoile une charte garantissant les libertés communales, inspirée de la charte d’Abbeville de 1184, qui a servi de modèle à l’élaboration de presque toutes les autres chartes du Ponthieu[8].
- 12 octobre : l'empereur byzantin Alexis III Ange accorde de nouveaux avantages aux Génois[2].

- Le chanoine Albert de Buxhövden, neveu de l’archevêque de Brême, nommé évêque de Livonie, transfère son siège d’Uxhüll à Riga, comptoir de Lübeck, port qui devient le centre de la politique de christianisation et de germanisation de la région[9].
- Knut VI de Danemark conquiert le Holstein, Lübeck (1201) et Hambourg (1202)[10].